# Kovatchévtsi (Pérnik)
Pour l’article homonyme, voir Kovatchévtsi.
Kovatchévtsi (en bulgare Ковачевци) est un village situé dans l'ouest de la Bulgarie. Il est le chef-lieu de la commune de Kovatchévtsi.

## Géographie
Le village de Kovatchévtsi est situé dans l'ouest de la Bulgarie, à 53 km au sud-ouest de la capitale Sofia. Il se trouve dans la vallée de la rivière Svétlya, située entre la montagne Roudina à l'ouest et la montagne Forêt noire à l'est. 

## Histoire
La date de naissance de la localité n'a pas pu être établie. Le village est mentionné, pour la première fois, sous le nom Kovatchova, dans des registres fiscaux ottomans de 1576.

## Galerie

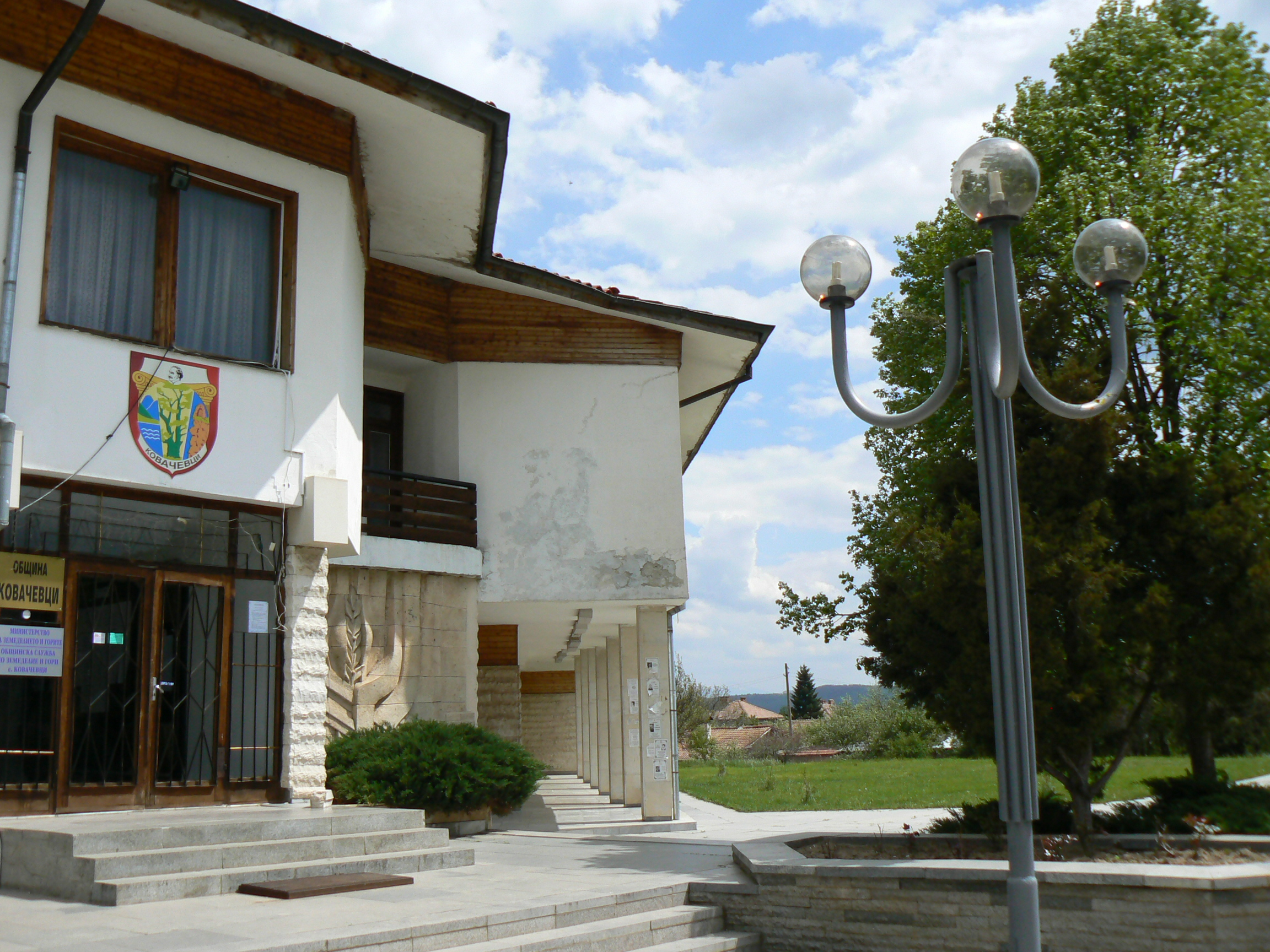
Le bâtiment de la mairie
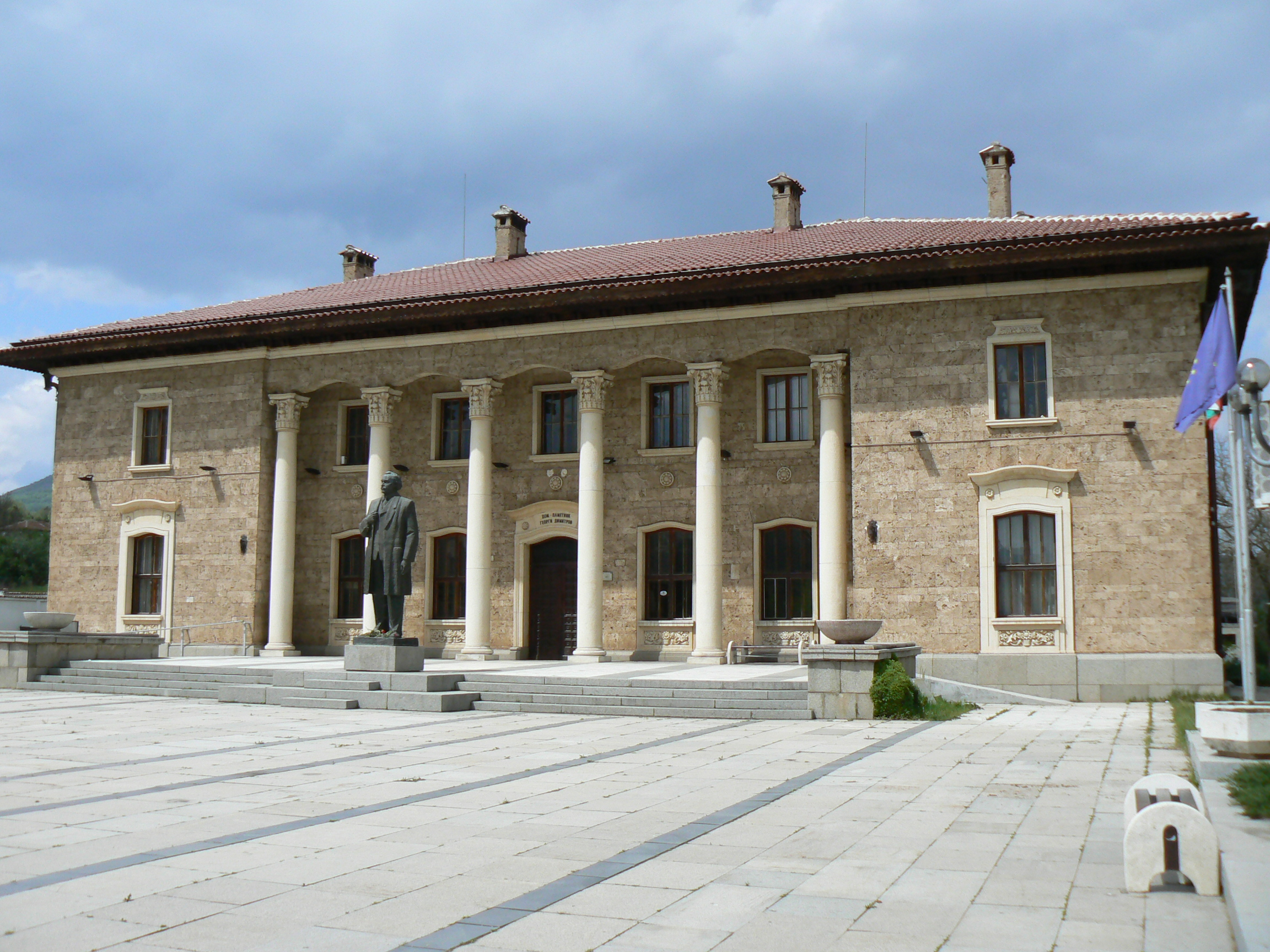
La maison-monument Georgi Dimitrov